# Гаден, Стефан фон
Стефан фон Гаден (он же Данило Евлевич, Данило Ильин, Данило Жидовинов; ? — 17 мая 1682, Москва) — придворный врач второй половины XVII века, бакалавр медицины. По свидетельству участника шведского посольства в Москве и автора описания России Кильбургера был самым популярным врачом при московском дворе.

## Биография
Родился в еврейской семье. В начале 1650-х годов он жил в Сатанове, где и женился. Затем переехал в Чертков, а потом в Киев. В 1650-е годы русский военачальник и дипломат, великого государя ближний боярин и наместник тверской Василий Васильевич Бутурлин послал его из Киева в Москву. В Москве он изначально работал цирюльником, но уже вскоре стал врачом. В 1667 году он был сделан поддоктором. В 1672 году по решению царя он был пожалован докторским именем. Был вынужден перейти в православие.
В 1670 году в Москву приехал зять Гадена, а спустя четыре года и его мать. По словам одного путешественника по России того времени благодаря Гадену значительно возросло количество московских евреев
Стефан фон Гаден был близко знаком с боярином и руководителем русского правительства в конце царствования Алексея Михайловича Артамоном Матвеевым.
В 1682 году Стефан фон Гаден погиб, как чуть ранее и Артамон Матвеев и другие известные бояре. Во время первого стрелецкого бунта его оклеветали и обвинили в том, что он якобы отравил царя Фёдора III Алексеевича, добавив в яблоко яд. Его вывели на Красную площадь, подняли на копья и разрубили на мелкие куски. За день до его смерти стрельцы убили и его 22-летнего сына.